# Zakladnitchestvo
La coutume du zakladnitchestvo est une forme de servage fiscal volontaire qui a existé en Russie du XIIIe au XVIIIe siècle. Pendant cette période, et tout particulièrement au XVIe siècle avec la guerre de Livonie et au début du XVIIe siècle, en raison des pressions fiscales accrues dues aux guerres et aux migrations des kiéviens, certains roturiers et citoyens (particulièrement les plus fortunés), afin d'échapper à l'impôt, se plaçaient volontairement sous la protection des nobles, qui n'y étaient pas assujettis. En contrepartie, ils devaient payer à leur protecteur d'autres impôts, en fonction de la taille de leurs terres et de leur richesse.